# مطار الأميرة جوليانا الدولي
مطار الأميرة جوليانا الدولي (رمز إياتا:SXM)(رمز إيكاو:TNCM) ويعرف أيضا بمطار سانت مارتن الدولي. هو مطار يقع على الجزيرة الفرنسية الهولندية سانت مارتن بـ جزر الأنتيل وتحديدا في الشطر الهولندي، ويخدم متساكني كلا الجهتين. اشتهر هذا المطار بمدرجه القصير الذي يقع بمقربة من البحر، وتكون الطائرات جد منخفظة عند الهبوط عليه (من 10 إلى 20 مترا) فوق الشاطئ. ويعتبر ثاني أنشط مطار من حيث حركة الطيران في جزر الأنتيل الصغرى بعد مطار لويس مارين مونيوز بـ بورتوريكو. يحمل اسم الملكة الهولندية السابقة جوليانا. يعتبر مركزا لشركة وين إير ونقطة عبور رئيسية إلى جزر ويندوارد بجزر الأنتيل الصغرى.

## تاريخ
افتتح في عام 1942 كمطار عسكري قبل أن يصبح مطارا مدنيا في العام الذي يليه. أُعيد تصميمه وتحديثه عام 1964.
افتتحت محطة جديدة عام 2006 وأُنشئت تجهيزات إضافية وذلك لاستقبال عدد أكبر من السياح (مليونا سائح سنويا). ويوجد بسانت مارتن مطار محلي آخر وهو مطار الترجي الوطني. تعامل في عام 2007 مع 1،647،824 مسافر وشهد 103،650 حركة طيران.

### عصرنة المطار
اعتمد على مخطط مقسم على 3 مراحل:
- المرحلة الأولى هي تحديث المطار بصفة كبيرة، وبدأ العمل عليها في عام 1997 وذلك بسبب النمو المتوقع في حركة المسافرين في المستقبل القريب.[2] كما تم تحسين الخدمات والمرافق بناء على مخطط قصير المدى، وشمل ذلك توسيع وتعزيز وتجديد مدرج المطار إضافة إلى زيادة صلابة ممرات التدرج وإنشاء منطقة جديدة كموقف للطائرات وتطوير المحطة القديمة. انتهى هذا المشروع عام 2001.[3]
- المرحلة الثانية شملت أجهزة المطار التقنية، كبناء محطة رادار للملاحة الجوية وبرج المراقبة الجديد، وبالتالي أصبحت البنية جديدة وأكثر حداثة. وتم إنشاء محطة بلغت مساحتها 27 م² وأصبح المطار قادرا على استقبال 2.5 مليون مسافر سنويا. وتشييد منطقة أمان في المدرج بلغ طولها 150 مترا، منها 60 مترا على كلا طرفي المدرج ليتوافق مع قواعد المنظمة الدولية للطيران المدني. بدأ كل من برج المراقبة ومحطة الرادار بالعمل في 29 مارس 2004، في حين أن المحطة الجديدة افتتحت في نهاية أكتوبر 2006.[4]
- المرحلة الثالثة من المخطط سيتم تنفيذها إذا تطورت حركة المرور كما كان متوقعا لها، وسيتم أيضا تطوير بنية المطار وذلك بتوسيع مساحة المحطة الجديدة وزيادة ممرات رئيسية مماثلة للحالية.[5]

بدأت أسعار النفط ترتفع منذ عام 2003 وكان لها تأثير كبير على السفر الجوي في جميع أنحاء العالم أوائل عام 2008. مما سيزيد احتمالية ارتفاع الأسعار
وهذا ما يهدد قطاع السفر بواسطة الطائرات السياحية والذي شهدا تطورا مطردا مع وفرة النفط في 1980.

## المدرج والمرافق

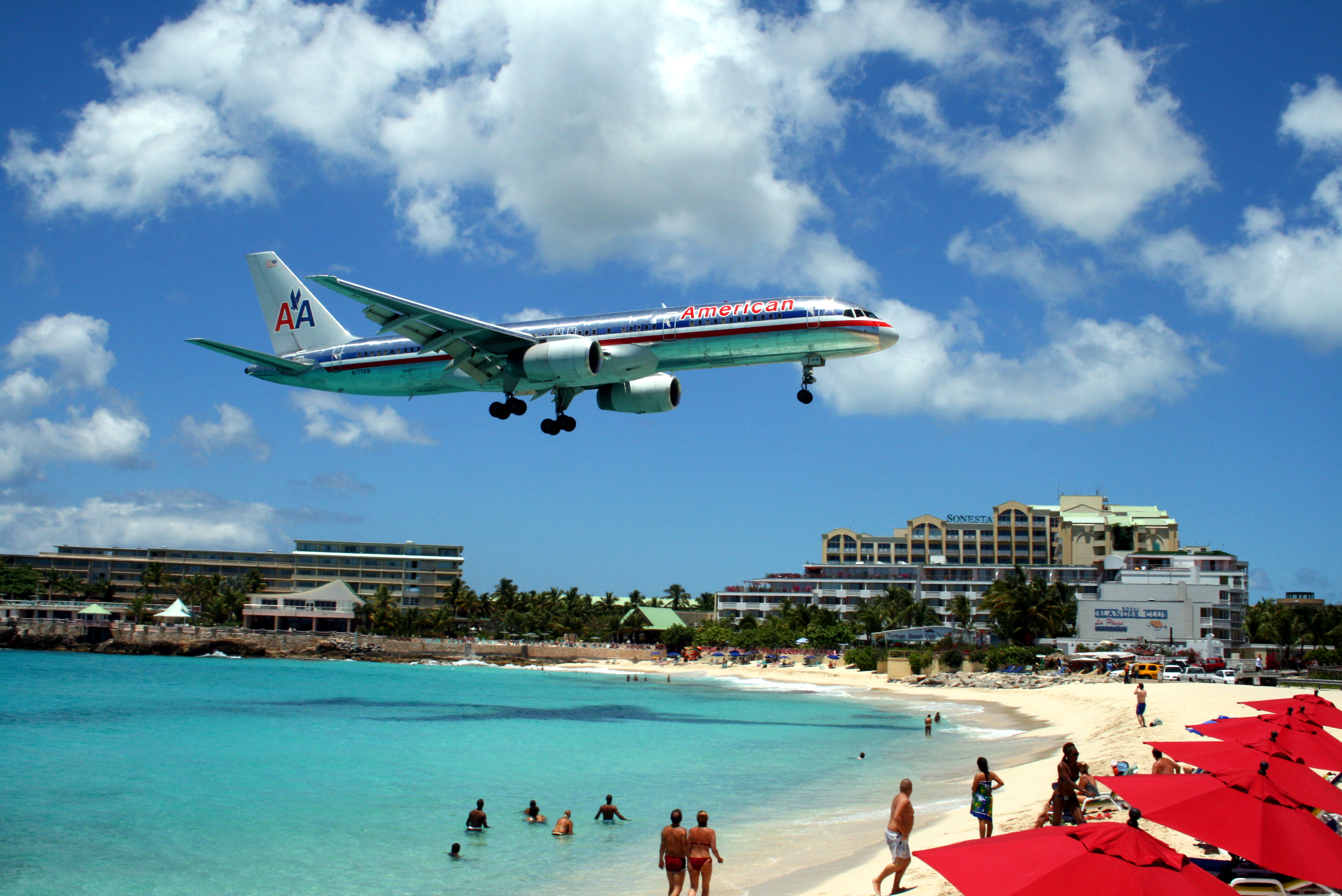
اقتراب طائرة 757 التابعة للخطوط الجوية الأمريكية

يواجه الطيارون صعوبات عند استعمال قواعد الطيران البصري، كون أن المدرج قصير لذلك وجب انخفاض الطائرات إلى مسافة قريبة من البحر حتى تبلغ أوله بسهولة وبدون زيادة في معدل السرعة العمودي، وهذا ما يشكّل صعوبة في الرؤية وعدم تحديد المدرج بالشكل السليم، كذلك عندما تقترب الطائرات وتهم بالهبوط تكون قريبة جدا لشاطئ ماهو الشهير. ويعد إقلاع الطائرات مشكلة أيضا، حيث أنها وجب عليها الدوران بسرعة بعد الإقلاع لتجنب الاصطدام بالهضاب والمرتفعات. ونشرت في العديد من المجلات الإخبارية في جميع أنحاء العالم صور من طائرة تحلق على ارتفاع منخفض في أوائل عام 2000 وقد كذّب كثيرون الأمر واعتبروا أن الصور مزيفة. وأصبح المطار الوجهة المفضلة لدى هاويي تصوير الطائرات لقدرتهم على أخذ صور لها من مسافة قريبة جدا. وتمخضت قوانين عدة بوجوب ترك مسافة لا تقل عن 150 مترا عن الطائرة، ولكن لا يتم اتباعها. وعلى الرغم من صعوبة الاقتراب والهبوط إلا أن المطار لم يشهد حوادث كبرى، بل وقعت إحداها في منطقة قريبة منه حيث أن إي إل أم الرحلة 980 انتهت بحادث تحطم وقع على بعد 30 ميلا من سانت كروا في 2 مايو 1970، بعد اخفاقات متتالية في الهبوط بمدرج مطار الأميرة جوليانا. في أواخر عام 2008، تغير اتجاه المدرج المغناطيسي من 27/09 إلى 28/10.
- موقف المطار: موقف المطار أو المساحة التي تقف بها الطائرة من أجل إنزال الركاب أو التزود بالوقود أو شحن البضائع. يبلغ الموقف الرئيسي في هذا المطار 72.500 م² كما يتوفر موقف شرقي آخر وتبلغ مساحته 5.000 م² علاوة على ذلك يوجد أيضا موقف خاص لنقل البضائع ومساحته 7.000 م².[10]
- المحطات: بني في المطار 4 محطات وتبلغ مساحتها 27.000 م² وهي مكيفة بالكامل. بها 4 مكاتب للاسترشادات و 8 مكاتب عبور و 11 بوابة لصعود الطائرة. وتتوفر أيضا محلات تجارية.
- الطيران الخاص: تم تشييد قاعدة خدمات ثابتة بالمطار لاستيعاب حركة الطيران المتزايدة الدولية والمحلية والخاصة، وتقديم خدمات جمركية عدة.[10]
- برج المراقبة: منذ الافتتاح الرسمي لبرج المراقبة جديد PJIA، يعتمد مراقبو الحركة الجوية على نظامي رادار على مدى 93 كم و 460 كم. يدير هذا البرج ما مساحته 4.000 ميلا بحريا مربعا حول المطار، ويقوم أيضا بتوفير معلومات حول الاقتراب بمطار وول بلايك بأنغويلا ومطار الترجي المحلي بالجهة الفرنسية للجزيرة ومطار غوستاف بسانت بارثس ومطار روزفلت بجزر الأنتيل الهولندية ومطار ياشكين بسابا.[10]
- أحهزة الاتصالات: يوجد بالمطار أجهزة ملاحة متطورة كجهاز الإرشاد الملاحي ومرشد لاسلكي باتجاه واحد وجهاز قياس المسافة.

ويفتتح المطار من الساعة 7 صباحا إلى الساعة 9 ليلا.

## شركات الطيران والوجهات
| شركـات طيـران                   | الوجهات |
| ------------------------------- | --- |
| طيران كندا                      | موسمي: مطار تورونتو بيرسون الدولي |
| Air Caraïbes                    | موسمي: مطار باريس أورلي، Pointe-à-Pitre |
| Air Century                     | Santo Domingo–La Isabela ‏ |
| الخطوط الجوية الفرنسية          | مطار باريس شارل ديغول |
| طيران ترانسات                   | موسمي: مطار مونتريال الدولي، مطار تورونتو بيرسون الدولي |
| الخطوط الجوية الأمريكية         | مطار شارلوت دوغلاس الدولي، مطار ميامي الدولي، مطار فيلادلفيا الدولي موسمي: مطار دالاس فورت ورث الدولي، مطار جون إف كينيدي الدولي |
| Anguilla Air Services           | أنجويلا |
| Arajet                          | مطار لاس أمريكا الدولي |
| Caribbean Airlines              | باربادوس، مطار نورمان مانلي الدولي، Port of Spain |
| Coastal Air                     | أنجويلا، Dominica–Canefield، نيفيس، St. Croix ‏، St. Eustatius ‏ |
| كوندور للطيران                  | موسمي عارض: مطار فرانكفورت |
| خطوط كوبا الجوية                | مطار توكومين الدولي |
| خطوط دلتا الجوية                | مطار هارتسفيلد جاكسون، مطار جون إف كينيدي الدولي |
| Fly All Ways                    | موسمي عارض: Paramaribo |
| خطوط فرونتير الجوية             | موسمي: مطار أورلاندو الدولي |
| InterCaribbean Airways          | Tortola |
| Jetair Caribbean                | كوراساو |
| خطوط جيت بلو الجوية             | Fort Lauderdale ‏، مطار جون إف كينيدي الدولي موسمي: مطار لوجان الدولي |
| الخطوط الجوية الملكية الهولندية | مطار سخيبول أمستردام |
| Silver Airways                  | مطار لويس مارين مونيوز |
| Sky High ‏                       | مطار لاس أمريكا الدولي |
| خطوط سبيريت الجوية              | Fort Lauderdale ‏ |
| St Barth Commuter               | St. Barthélemy ‏ |
| خطوط بلاد الشمس الجوية          | موسمي: مطار منيابولس-سنت بول الدولي (تستأنف في 13 يناير 2024) |
| خطوط صن وينق الجوية ‏            | مطار مونتريال الدولي، مطار تورونتو بيرسون الدولي |
| Trans Anguilla Airways          | أنجويلا |
| الخطوط الجوية المتحدة           | مطار نيوآرك ليبرتي الدولي موسمي: مطار أوهير الدولي، مطار واشنطن دولس الدولي |
| West Indies Helicopters         | St. Barthélemy ‏، St. Martin ‏ |
| ويست جت إيرلاينز ‏               | مطار تورونتو بيرسون الدولي |
| Winair                          | أنتيغوا، مطار الملكة بياتريس الدولي1، بونير2، كوراساو، Dominica–Canefield، Dominica–Douglas-Charles، نيفيس، Pointe-à-Pitre، Port-au-Prince، سابا، St. Barthélemy ‏، St. Eustatius ‏، St. Kitts ‏، مطار لويس مارين مونيوز، مطار لاس أمريكا الدولي، Tortola |

## صور

صور متنوعة
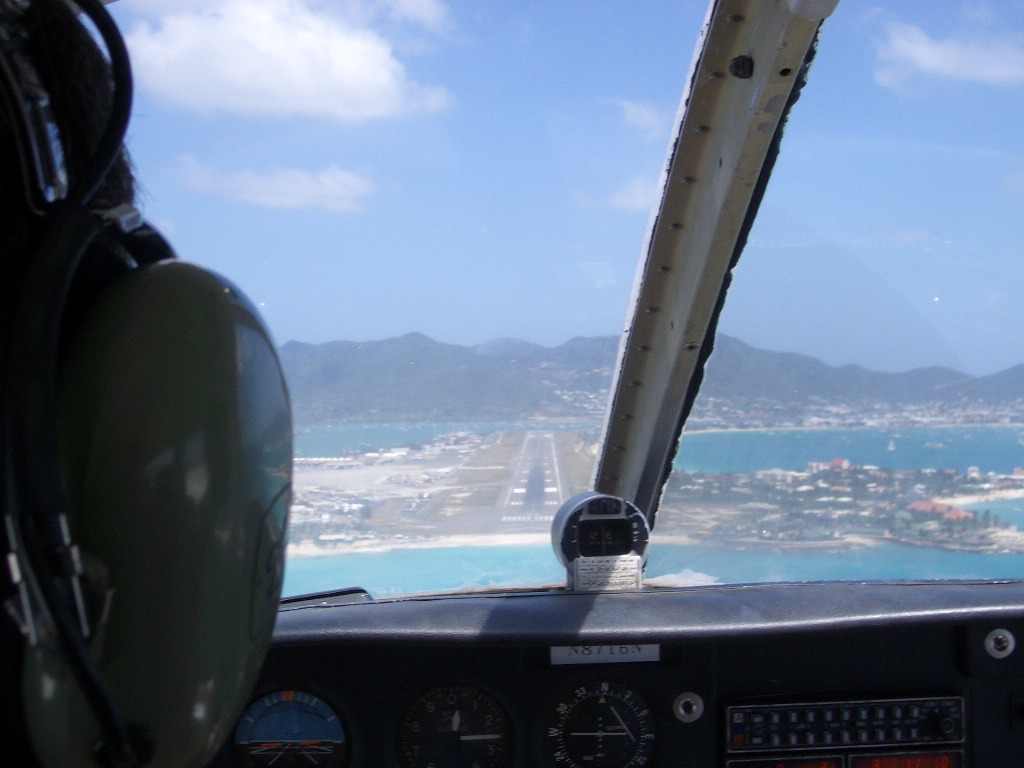
طائرة بايبر تهم بالهبوط على مدرج 09 (قديما).
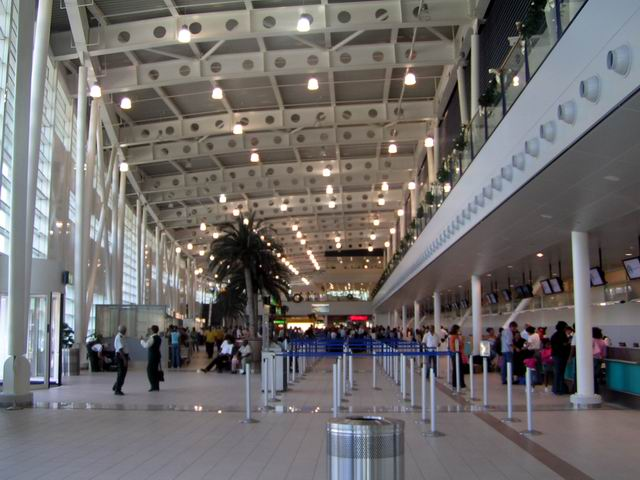
منظر داخلي للمحطة الجديدة.
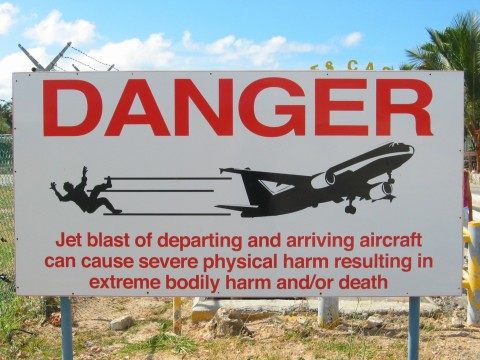
علامة تحذيرية تشير إلى أنه يجب الابتعاد عن حاجز المطار وعن شاطئ ماهو.
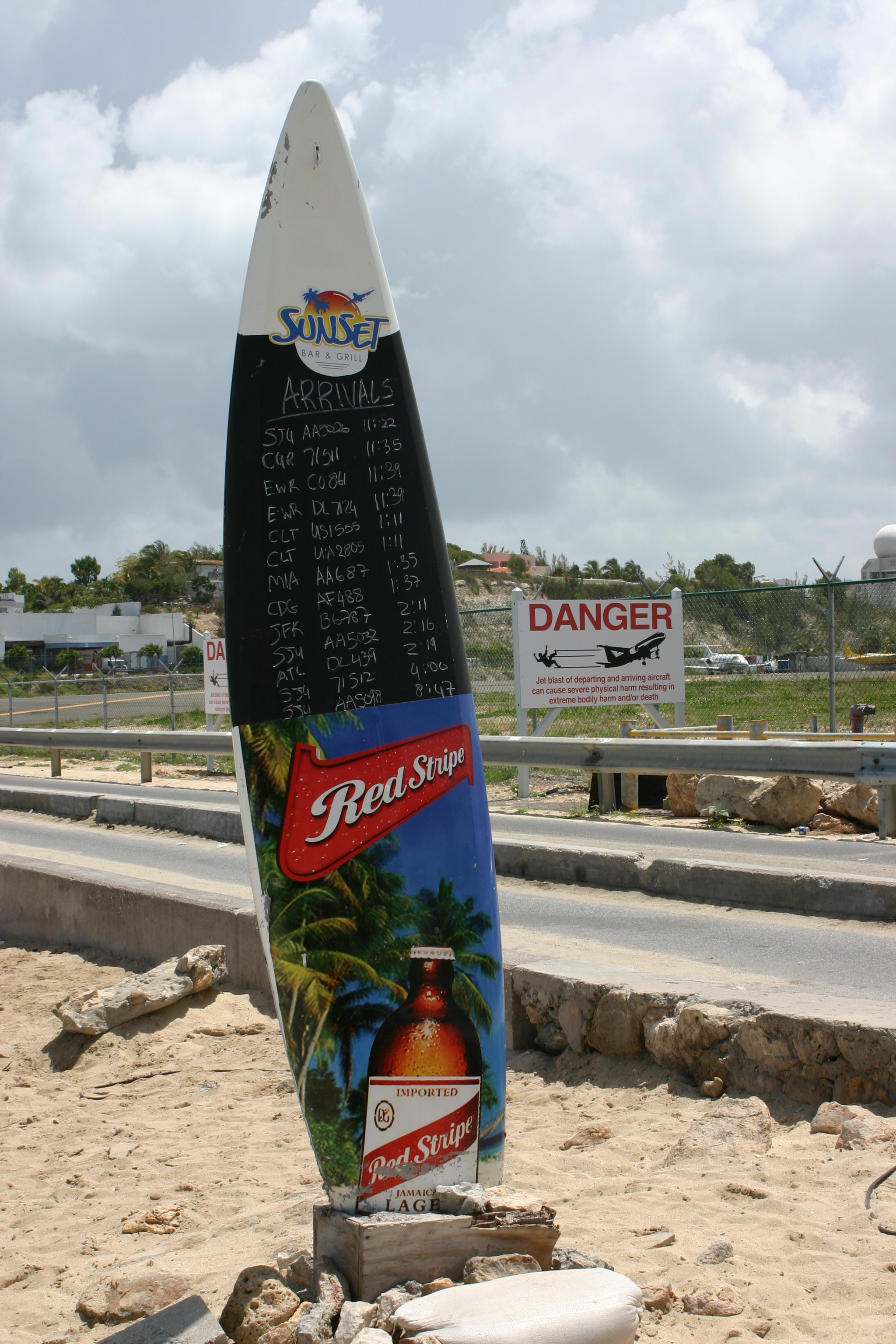
جدول الرحلات

## وصلات خارجية
- مطار الأميرة جوليانا الدولي
- أوقات رحلات الذهاب والإياب
- جدول الرحلات[وصلة مكسورة]
- رواد الطيران في منطقة البحر الكاريبي نسخة محفوظة 28 يونيو 2010 على موقع واي باك مشين.
- معلومات حول مواعيد الذهاب والإياب نسخة محفوظة 28 يناير 2011 على موقع واي باك مشين.
- هبوط طائرات في المطار على يوتيوب